# Jadwiga Piłsudska

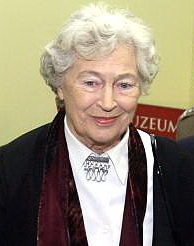
Jadwiga Piłsudska-Jaraczewska

Jadwiga Piłsudska-Jaraczewska (* 28. Februar 1920 in Warschau; † 16. November 2014 ebenda), die jüngere der beiden Töchter des polnischen Staatsmanns und Marschalls von Polen, Józef Piłsudski (1867–1935), war eine polnische Pilotin, die während des Zweiten Weltkriegs in der britischen Air Transport Auxiliary (ATA) diente.

## Leben

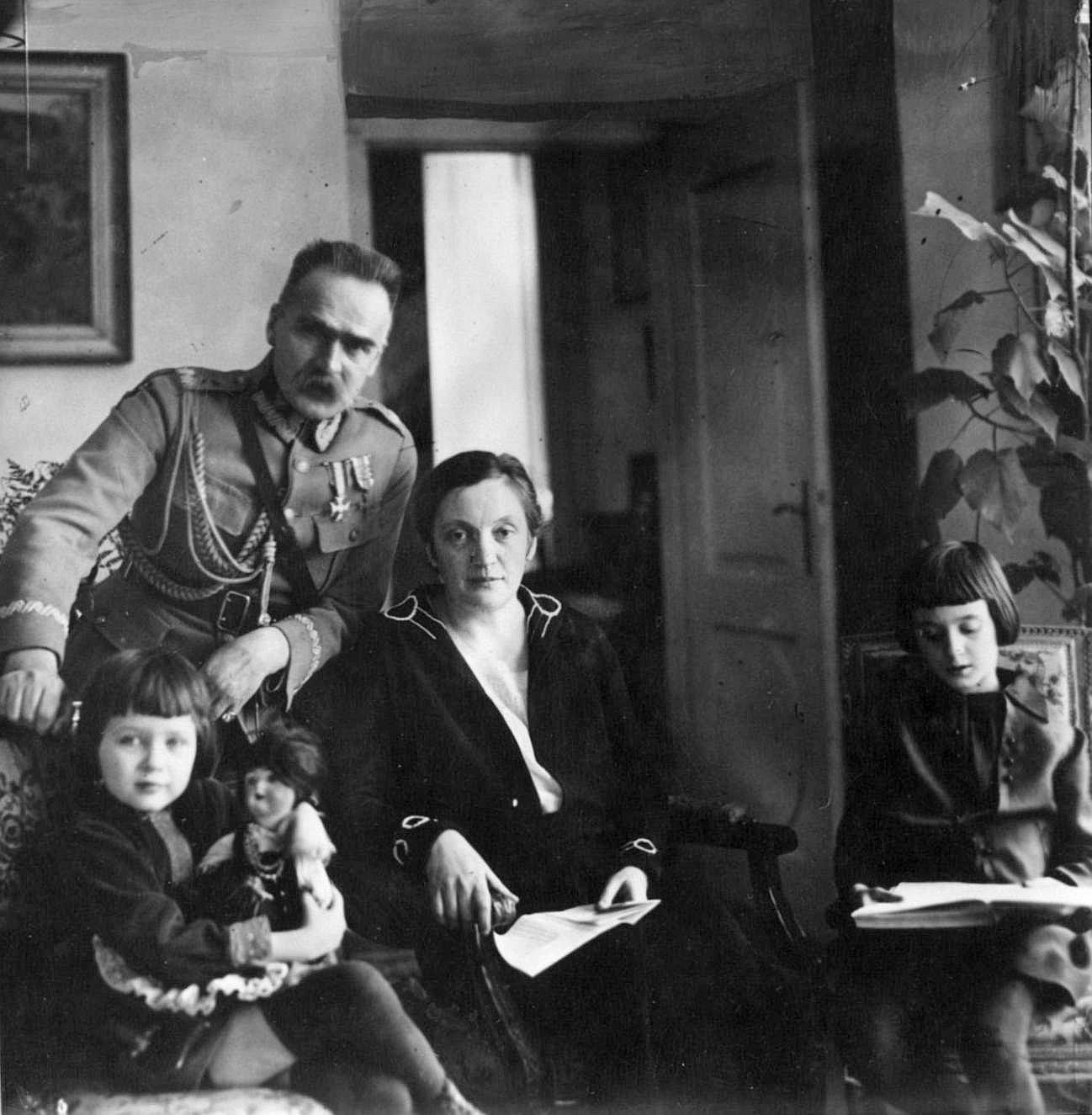
Familie Piłsudski (1928)

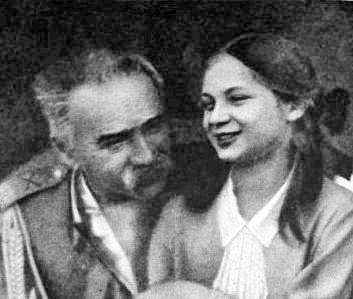
Die etwa 14-jährige Jadwiga mit ihrem Vater (um 1934).

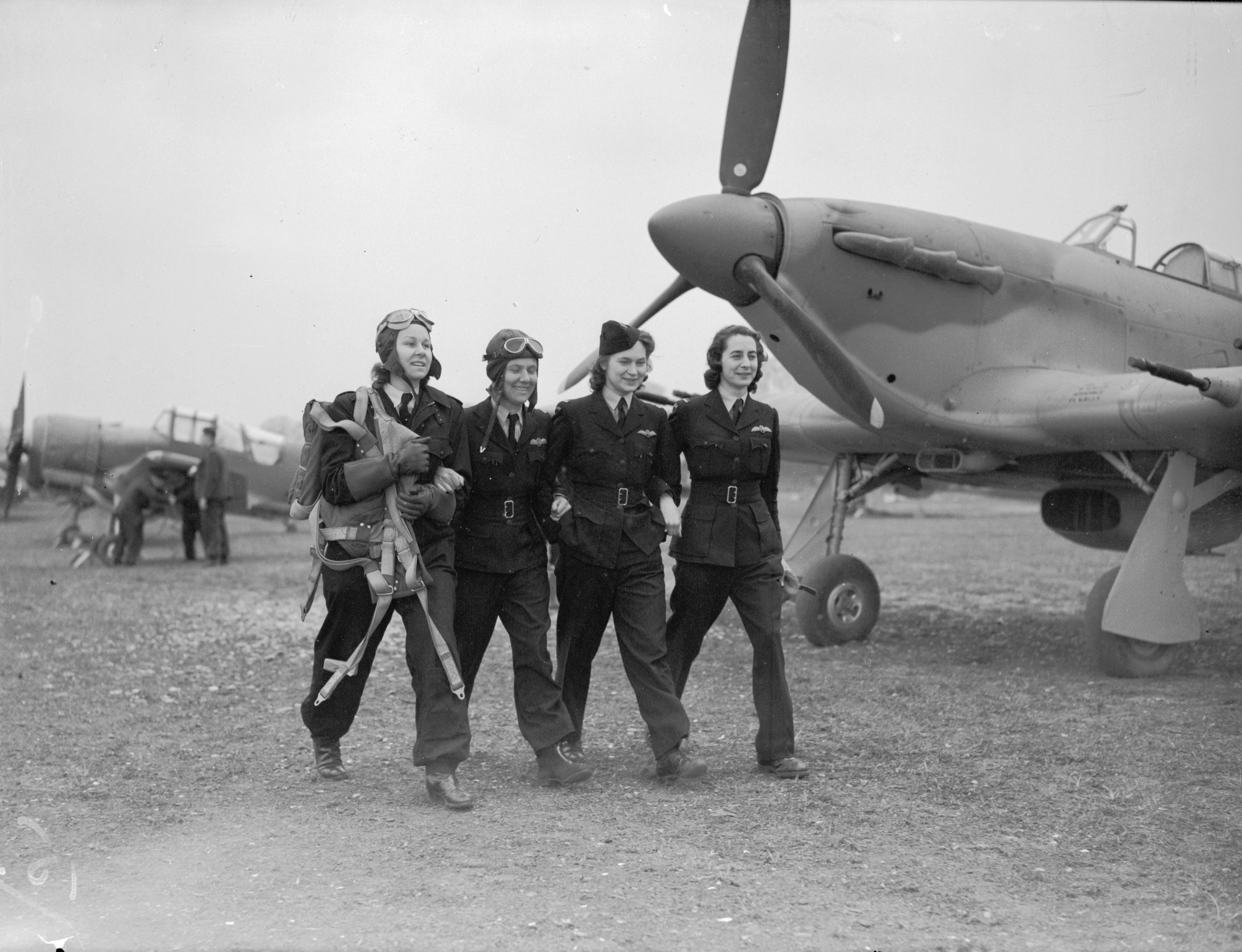
Jadwiga Piłsudska (dritte von links) mit drei amerikanischen Pilotinnen vor einer Hawker Hurricane auf einem Flugplatz der RAF nahe Maidenhead (19. März 1943).

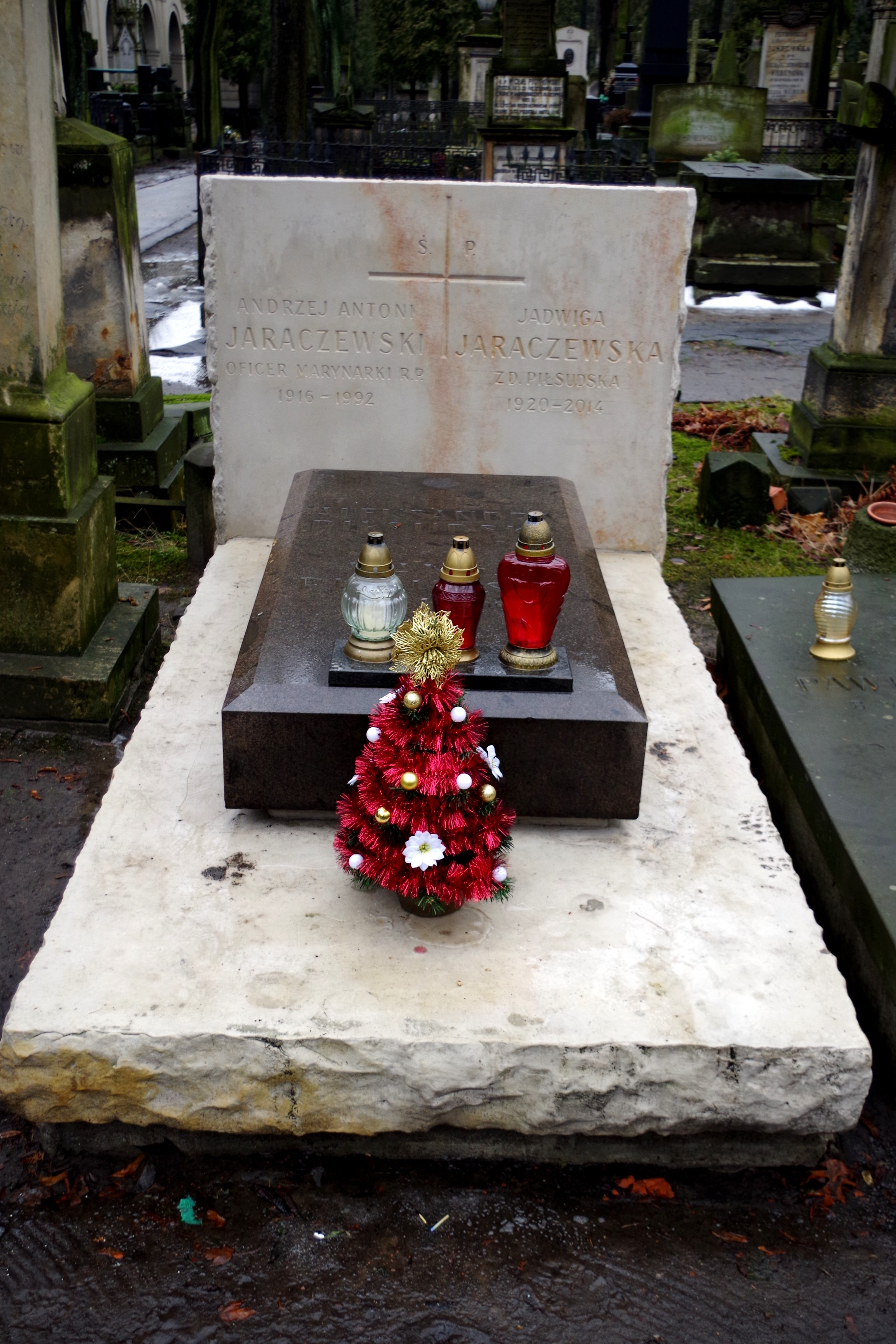
Grab von Jadwiga Jaraczewska zusammen mit Ehemann, Mutter und Schwester auf dem Powązki-Friedhof in Warschau.

Jadwiga Piłsudska war die zweite Tochter von Józef Piłsudski und seiner Ehefrau Aleksandra (1882–1963). Die kleine Jagoda, wie sie von ihrer Familie zärtlich genannt wurde, lebte zusammen mit ihren Eltern und der älteren Schwester Wanda (1918–2001) bis 1922, solange ihr Vater Staatschef (polnisch Naczelnik Państwa) Polens war, im Warschauer Belvedere-Palast. Danach, von 1923 bis 1926, war ihr Heim die Villa Milusin in Sulejówek, einer Kleinstadt knapp zwanzig Kilometer östlich von Warschau. Nach dem Maiputsch von 1926 kehrte die Familie Piłsudski in den Belvedere-Palast zurück und lebte dort bis zum Tod des Vaters im Jahr 1935.
Bereits als Teenager war Jadwiga Piłsudska von der Luftfahrt fasziniert. Sie interessierte sich für Konstruktion und Technik von „echten“ Flugzeugen, aber auch für Modellflugzeuge. Ihr erstes Flugmodell baute sie im Alter von zwölf Jahren. Im Jahr 1937, als sie siebzehn war, absolvierte sie die Flugschule der LOPP (Liga Obrony Powietrznej i Przeciwgazowej, deutsch etwa „Luft- und Gasverteidigungsverband“) nahe Kremenez im damals ostpolnischen Wolhynien (heute Ukraine) und machte ihren Segelflugschein. Als jüngster polnischer Inhaber der Segelflug-Lizenz D legte sie 1939 eine Strecke von 270 Kilometern zurück. Ihr Ziel war, Luftfahrttechnik an der Technischen Universität Warschau zu studieren. Doch als sie neunzehn Jahre alt war, begann mit dem deutschen Überfall auf Polen der Zweite Weltkrieg.
Mit Mutter und Schwester ging sie ins Exil nach London und begann kurz darauf ein Architekturstudium an der Universität von Cambridge. Im Jahr 1942 wurde sie in die ATA aufgenommen, einer britischen Organisation, die fabrikneue oder überholte Flugzeuge von Fabriken und Werkstätten an die Flughäfen der Royal Air Force (RAF) überführte. Dort absolvierte sie eine weitere fliegerische Ausbildung und erwarb die Fluglizenz für zweimotorige Flugzeuge. Am 20. Januar 1944 quittierte sie den Dienst im Rang einer Leutnantin. Dies geschah als Reaktion auf die für Polen ungünstigen Beschlüsse auf der Teheran-Konferenz vom Dezember 1943. Ende 1944 heiratete sie den polnischen Marineoffizier Andrzej Jaraczewski (1916–1992). Sie nahm ihr unterbrochenes Architekturstudium wieder auf, nun an der Polnischen Schule für Architektur an der Universität Liverpool, und schloss es 1946 ab. Darüber hinaus studierte sie Stadtplanung und Soziologie.
Wie viele Polen blieb sie auch nach Kriegsende weiter als Exilantin in London, nahm aber nicht die britische Staatsbürgerschaft an. Anfangs entwarf sie Häuser, später eröffnete sie zusammen mit ihrem Ehemann eine kleine Firma, die Lampen und Möbel herstellte.
Zusammen mit ihrer Mutter und ihrer Schwester unterstützte sie die Aktivitäten des im März 1947 gegründeten und nach ihrem Vater benannten Piłsudski-Instituts in London. Später, in den 1980er Jahren engagierte sie sich für die Solidarność, die polnischen Gewerkschaftsbewegung, die entscheidend die Umgestaltung der kommunistischen Volksrepublik Polen zur heutigen Republik bewirkte. Zusammen mit ihrem Ehemann und ihren inzwischen erwachsenen Kindern Joanna und Krzysztof setzte sie sich auch für die Befreiung politischer Gefangener ein und unterstützte die demokratische Opposition in Polen.
Im Herbst 1989 kehrte Jadwiga Piłsudska-Jaraczewska mit ihrem Ehemann und ihrer Schwester Wanda nach Polen zurück und ließ sich in Warschau nieder. Zusammen mit ihrer Schwester, ihrer Tochter und ihrem Sohn gründete sie die Familienstiftung Józef Piłsudski. Der Stiftung gelang es, das Herrenhaus Milusin in Sulejówek, ihrer alten Heimatstadt, wiederzuerlangen und dort die Grundlagen für das Józef-Piłsudski-Museum zu errichten, das 2020, nach ihrem Tode, eröffnet wurde.
Im Jahr 2008 wurde Jadwiga Piłsudska-Jaraczewska vom Staatspräsidenten der Republik Polen, Lech Kaczyński, mit dem Komturkreuz des Ordens Polonia Restituta ausgezeichnet. Damit wurde sie geehrt für die heldenhafte Haltung und Tapferkeit, die sie während des Zweiten Weltkriegs bewiesen hat, für herausragende Dienste bei der Verbreitung der polnischen Geschichte und Tradition sowie für die Bewahrung der Erinnerung an die Errungenschaften von Marschall Józef Piłsudski.
Jadwiga Piłsudska-Jaraczewska starb in ihrer Geburtsstadt Warschau im Alter von 94 Jahren.